# Ferritslevgård
Ferritslevgård er en gammel bondegård, som nævnes første gang i 1552. Gården ligger ved Ferritslev i Rolsted Sogn, Åsum Herred, Faaborg-Midtfyn Kommune. Fra 1780 tilhører gården Stamhuset Raunholt.

## Ejere
- (1552-1559) Jens Då
- (1559-1588) Erik Hardenberg af slægten Hardenberg
- (1588-1622) Niels Bild til Ravnholt
- (1635) Knud Jakobsen Ulfeldt af slægten Ulfeldt
- (1664) Johan Christoph von Körbitz den ældre
- (1686) Kaptajn Lytzow
- (1714) Johan Christoph von Körbitz den yngre
- (1730) Charlotte Sophie von Harstall til Hellerup
- (1742) Salomon Lindegaard til Hellerup
- (1761) Enkefru Scharving
- (1761-1780) Christoffer Otto Smidt til Hellerup

Herefter ejere af Stamhuset Raunholt.